# Poikajärvi (sjö, lat 67,07, long 26,03)
Poikajärvi är en sjö i Finland. Den ligger i kommunen Rovaniemi i landskapet Lappland, i den norra delen av landet, 800 km norr om huvudstaden Helsingfors. Poikajärvi ligger 202,7 meter över havet. Arean är 55,1 hektar och strandlinjen är 3,98 kilometer lång. Sjön  ingår i Kemi älvs huvudavrinningsområde. 